# Танець бджіл

Танець бджіл

Танець бджіл — термін, використовуваний в бджільництві та етології, яким позначається один зі способів комунікації бджіл.
Виконуючи цей танець, бджоли, що виявили нектар, повідомляють іншим членам вулика інформацію про направлення розташування джерела живлення, відстані до нього і кількості в ньому пилку і нектару. Першим наукове вивчення танцю бджіл почав австрійський етолог Карл фон Фріш.